# Erkam Develi
Erkam Develi (* 3. September 1999 in Adana) ist ein türkischer Fußballspieler.

## Karriere
Develi begann mit dem Vereinsfußball in der Nachwuchsabteilung von Adana Demirspor. Hier erhielt er zur Saison 2017/18 einen Profivertrag und gehörte fortan neben seinen Einsätzen in den Nachwuchs- und Reservemannschaften auch dem Profikader an. Sein Profidebüt gab er am 13. Dezember 2017 in der Pokalbegegnung gegen Fenerbahçe Istanbul. Am 20. Januar 2018 folgte sein Ligadebüt gegen Balıkesirspor.